# Diözesan- und Kathedralmuseum (Valladolid)

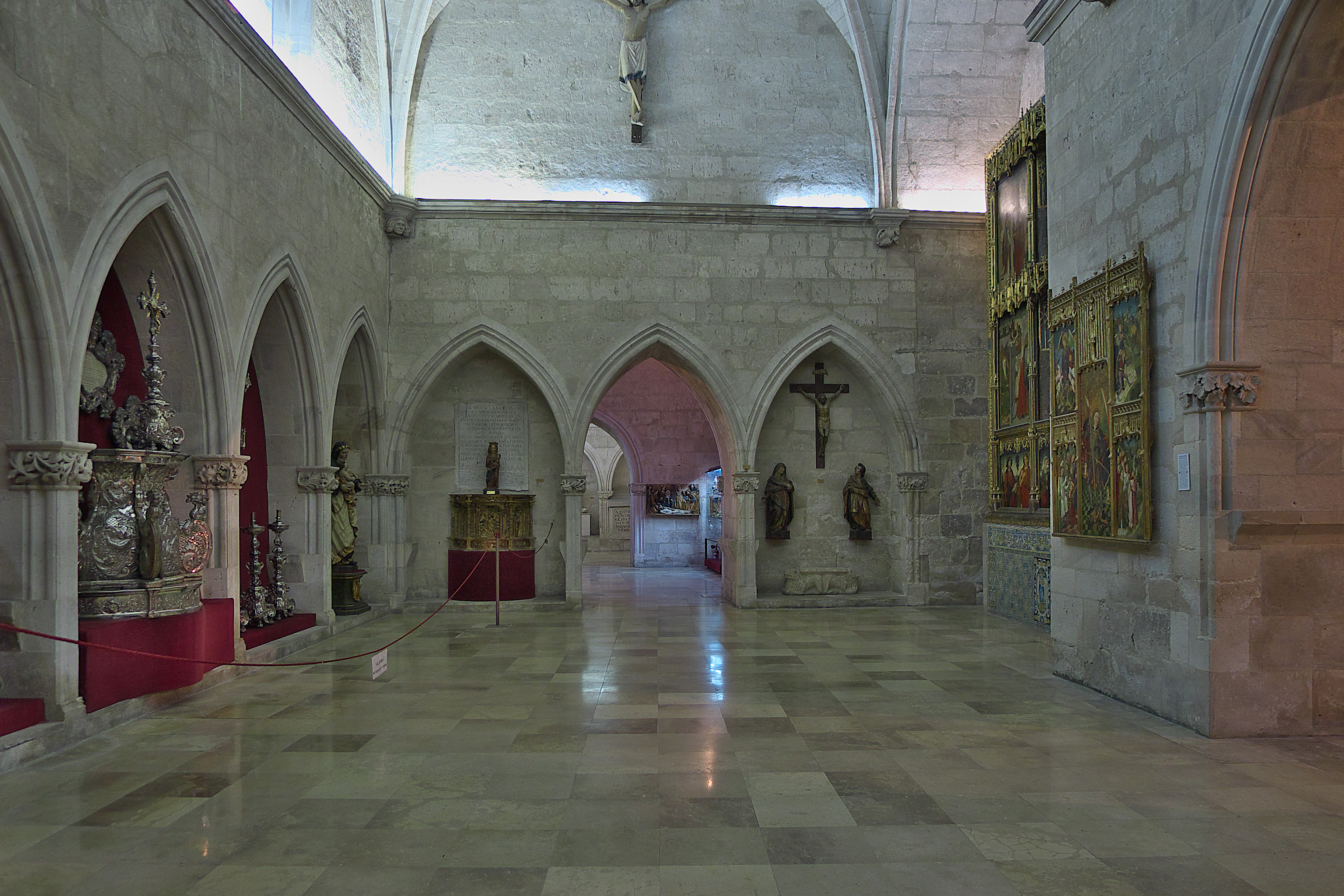
Capilla de Santo Tomás

Das Diözesan- und Kathedralmuseum von Valladolid befindet sich in der ehemaligen Kollegiatkirche und späteren Kathedrale der nordspanischen Provinzhauptstadt Valladolid.

## Lage

Plan der alten Kathedrale von Valladolid. Die Nummern 1 bis 10 beziehen sich auf das Bauwerk; die Nummern 11 bis 18 auf das Museum.
1.Capilla de San Juan Evangelista
2.Capilla de N. S. de los Dolores
3.Capilla de N. S. del Sagrario
4.Capilla de San Fernando
5.Capilla Mayor
6.Capilla de la Magdalena
7.Capilla de San José
8.Capilla de San Pedro
9.Capilla de San Miguel
10.Sacristía
11.Capilla de San Lorenzo
12.Sala Capitular
13.Capilla de Santo Tomás
14.Ángulo del Claustro
15.Capilla de San Blas y de San Juan Evangelista
16.Torre de la Colegiata
17.Capilla de Santa Inés
18.Sala Nueva del Museo

Das Diözesan- und Kathedralmuseum von Valladolid befindet sich im historischen Zentrum von Valladolid unmittelbar gegenüber der neuen Kathedrale.

## Geschichte
Der Bau der alten Kollegiatkirche wurde im frühen 12. Jahrhundert vom Grafen und königlichen Vertrauten Pedro Ansúrez gestiftet; hiervon ist jedoch nur noch ein romanischer Turm erhalten. Ungefähr ein Jahrhundert später wurden die alten Bauten abgerissen und durch Neubauten im frühgotischen Stil ersetzt; in ihnen befindet sich das heutige Museum. Die dazugehörige dreischiffige Kirche wurde seit dem 14. Jahrhundert durch den Anbau von seitlichen Grabkapellen vergrößert.
Im ausgehenden 16. Jahrhundert beschloss der Stadtrat (cabildo) den Bau einer neuen Kollegiatkirche auf dem angrenzenden Gelände. Auf Initiative Philipps II. wurde der noch unfertige Bau im Jahr 1595 in den Rang einer Kathedrale erhoben, die eine der größten weltweit werden sollte, doch blieb sie unvollendet.
Die Umnutzung der alten Kollegiatkirche und die Entstehung des Museums gehen zurück auf Initiativen des seit 1953 amtierenden Erzbischofs und Kunstsammlers José García y Goldaraz. Das Museum wurde im Jahr 1965 eröffnet.

## Sammlung
Das Museum enthält ausschließlich Werke der Sakralkunst. Die bedeutendsten befinden sich in der Capilla de San Lorenzo und umfassen zwei hochmittelalterliche Steinsarkophage von Angehörigen der Familie Téllez de Meneses, eine geschnitzte Beweinung Christi von Alejo de Vahía, ein Schmerzensmann (Ecce Homo) von Juan de Juni, ein mantelteilender Sankt Martin von Gregorio Fernández. Aber auch in den angrenzenden Sälen befinden sich sakrale Kunstwerke ersten Ranges – z. B. eine silberne Custodia von Juan de Arfe.